# Viburnum japonicum
Viburnum japonicum är en desmeknoppsväxtart som först beskrevs av Carl Peter Thunberg och Johan Andreas Murray, och fick sitt nu gällande namn av Spreng.. Viburnum japonicum ingår i släktet olvonsläktet, och familjen desmeknoppsväxter. Utöver nominatformen finns också underarten V. j. boninsimense.

## Bildgalleri

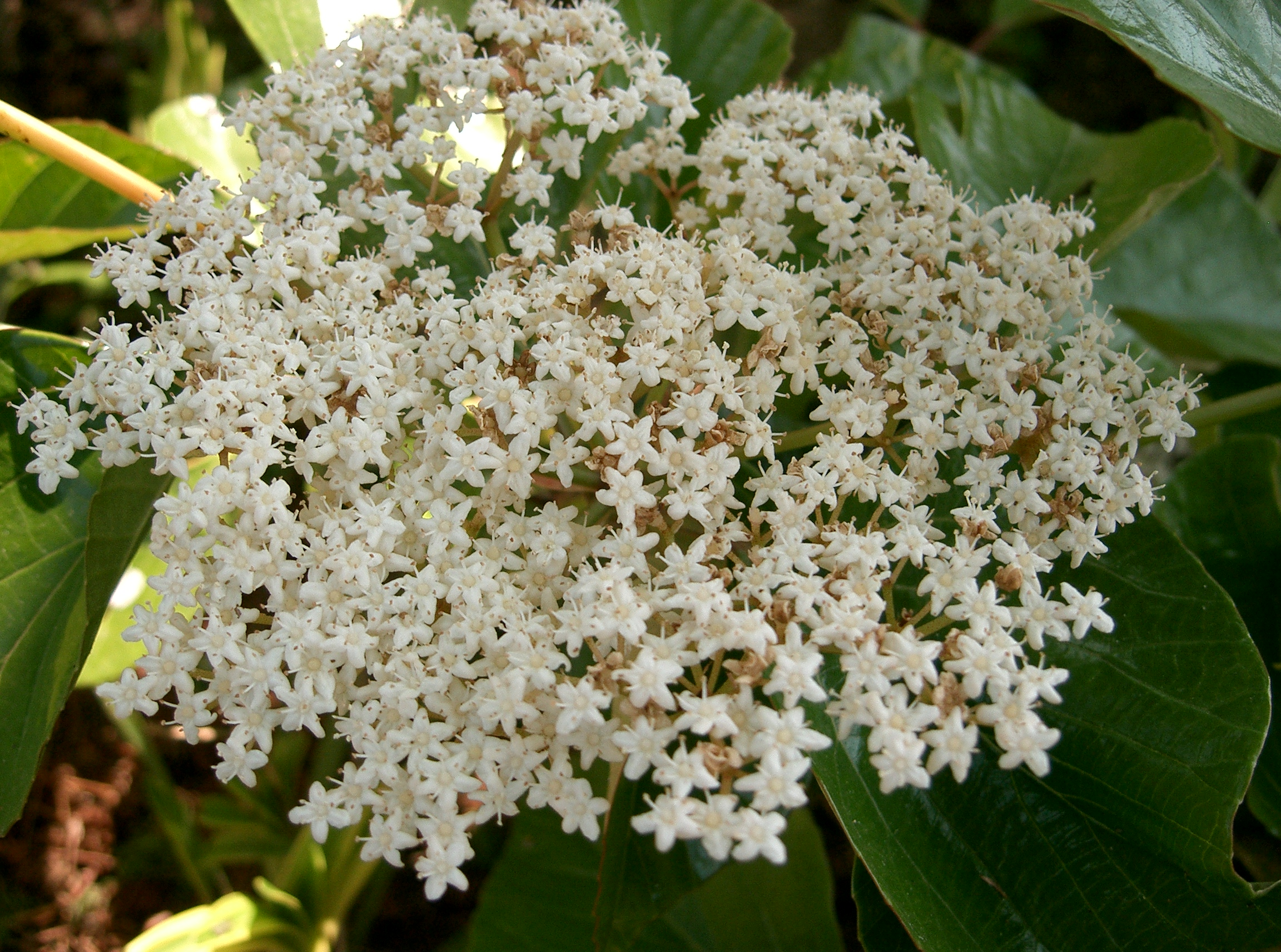
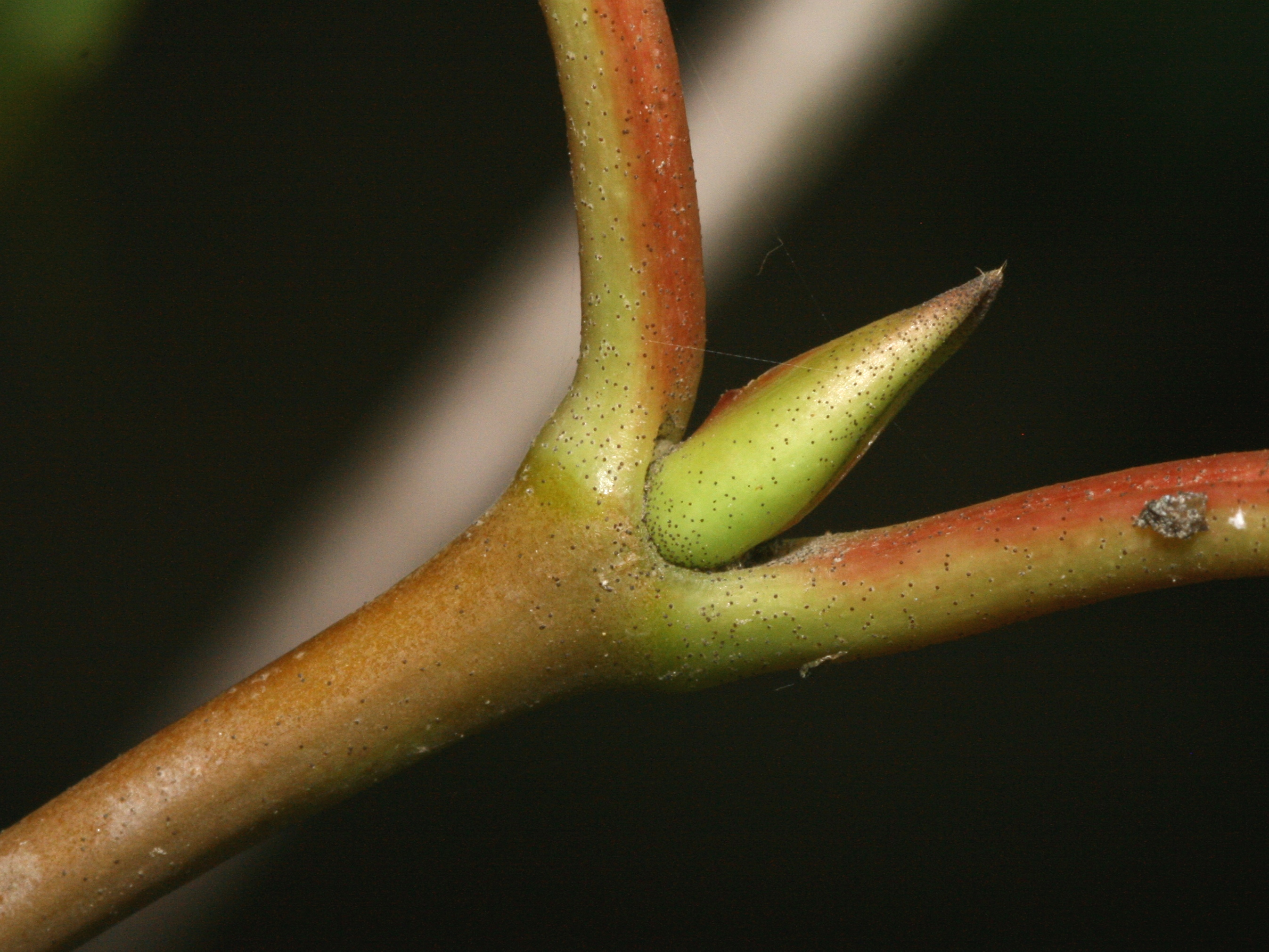
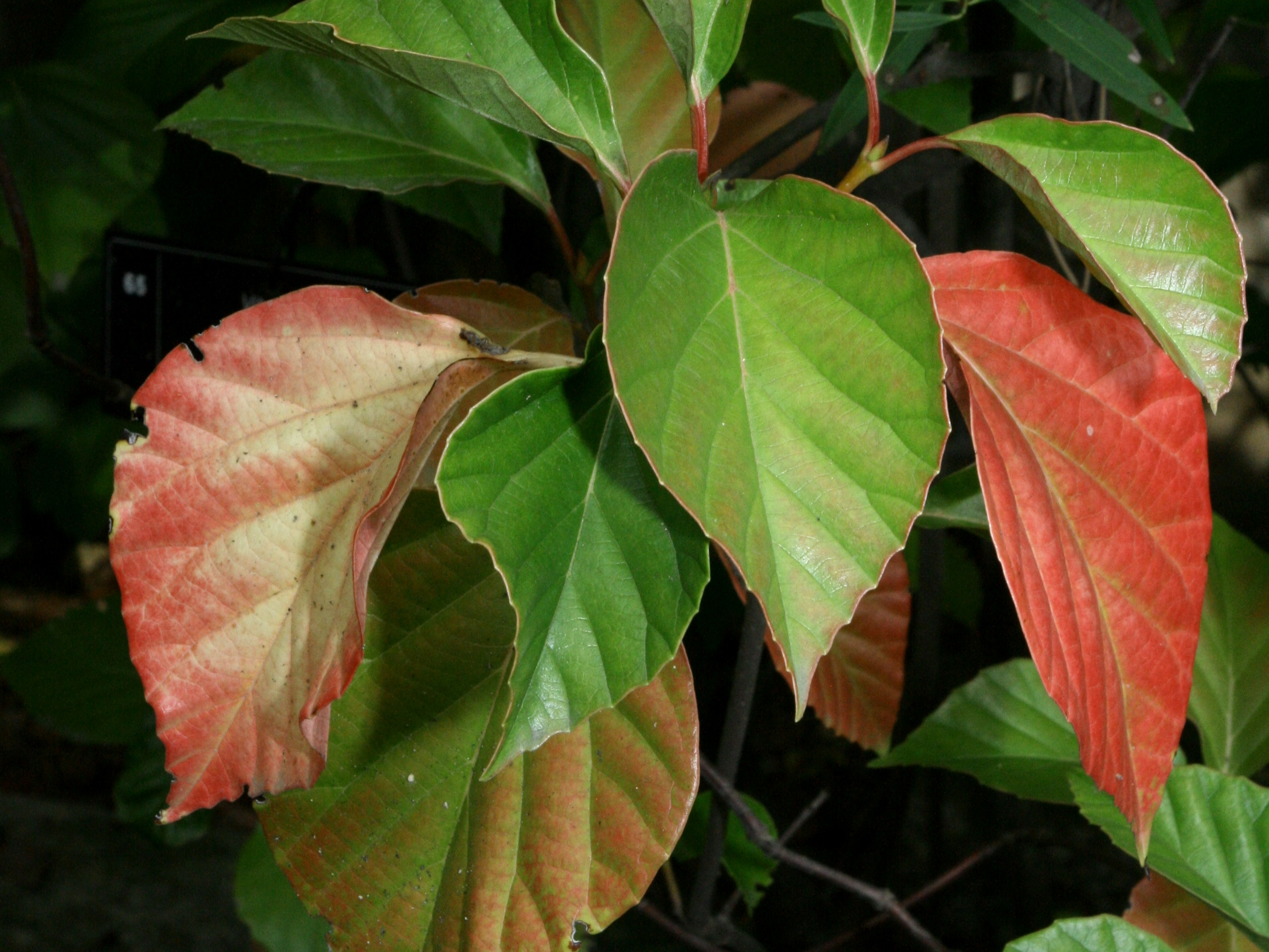